# Alticola
Alticola là một chi động vật có vú trong họ Cricetidae, bộ Gặm nhấm. Chi này được Blanford miêu tả năm 1881. Loài điển hình của chi này là Arvicola stoliczkanus Blanford, 1875.

## Hình ảnh

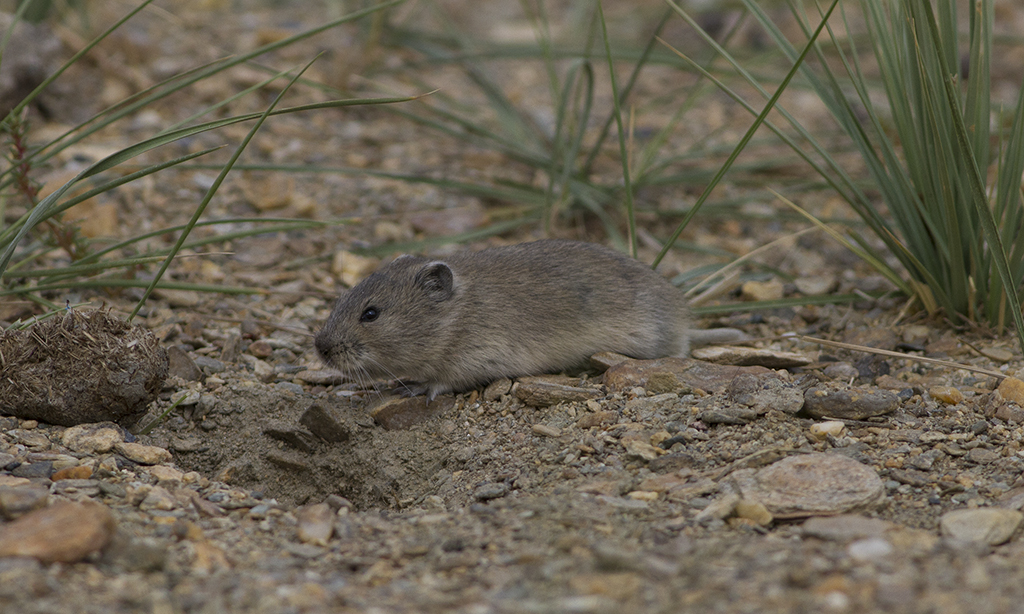

## Các loài
Chi này gồm các loài: